# Foxfire (film 1996)
Foxfire è un film del 1996 diretto da Annette-Haywood Carter, tratto dal romanzo Foxfire: Confessions of a Girl Gang di Joyce Carol Oates. Si tratta di uno dei primi film con ruolo da co-protagonista per Angelina Jolie.

## Trama
È la storia di un gruppo di ragazze che non sapevano di avere niente in comune fino a quando, in un giorno di pioggia, si presenterà a lezione una ragazza che le unirà per sempre.
Lotteranno per coprirsi le spalle e verranno punite dalla società per averlo fatto nel modo in cui tutti i genitori ti dicono di non fare mai.

## Curiosità
- "Ci sono voluti 17 anni per imparare le regole e una settimana per infrangerle tutte". Questa è la frase che campeggia sulla locandina del film.
- Angelina Jolie, proprio in questo film, fece la conoscenza di Jenny Shimizu, la modella e attrice con la quale ebbe una relazione, secondo le dichiarazioni nell'intervista "Inside the actor's studio".